# Crotalaria trichotoma
Crotalaria trichotoma är en ärtväxtart som beskrevs av Wenceslas Bojer. Crotalaria trichotoma ingår i släktet sunnhampor, och familjen ärtväxter. Inga underarter finns listade i Catalogue of Life.

## Bildgalleri

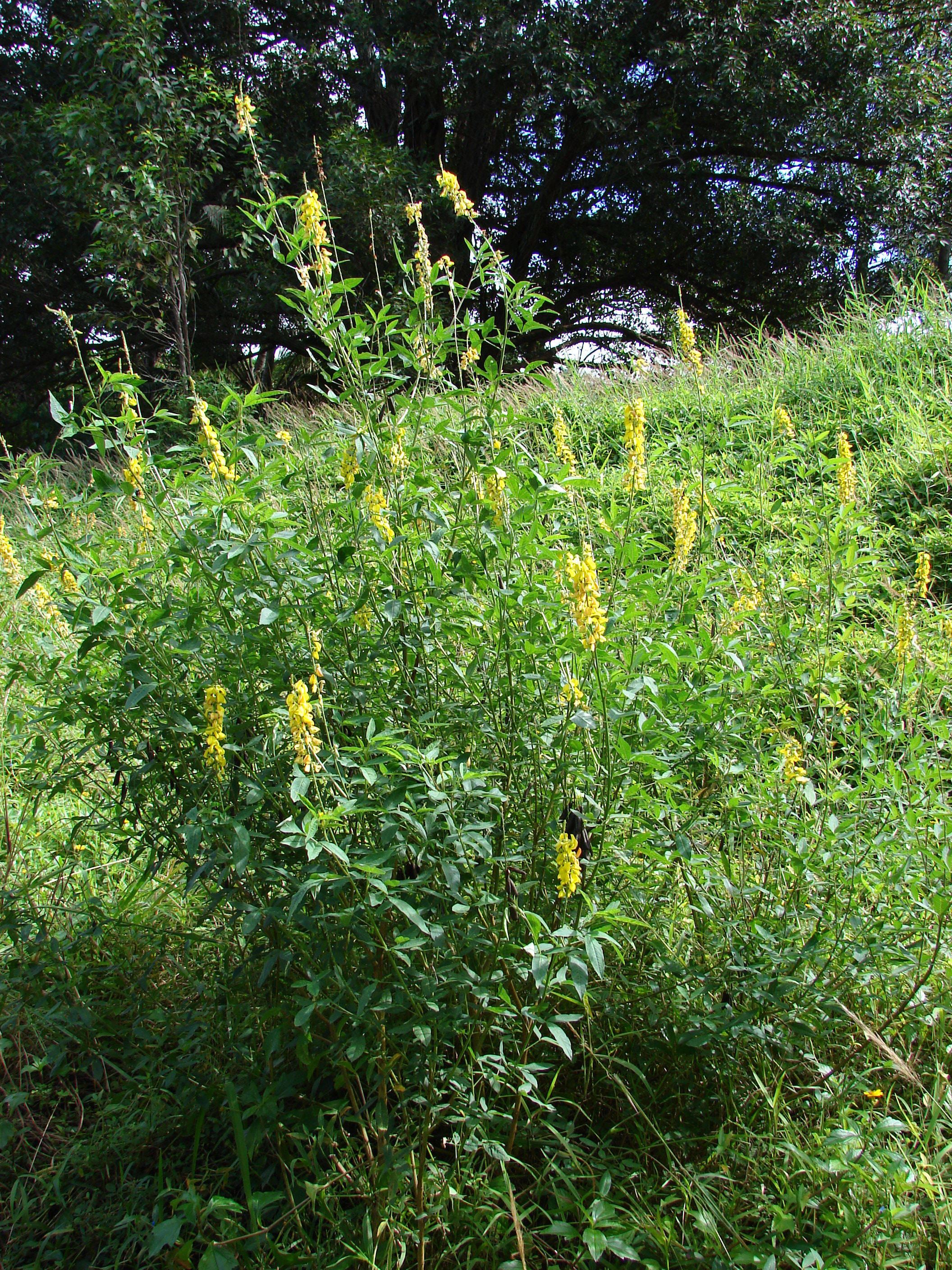
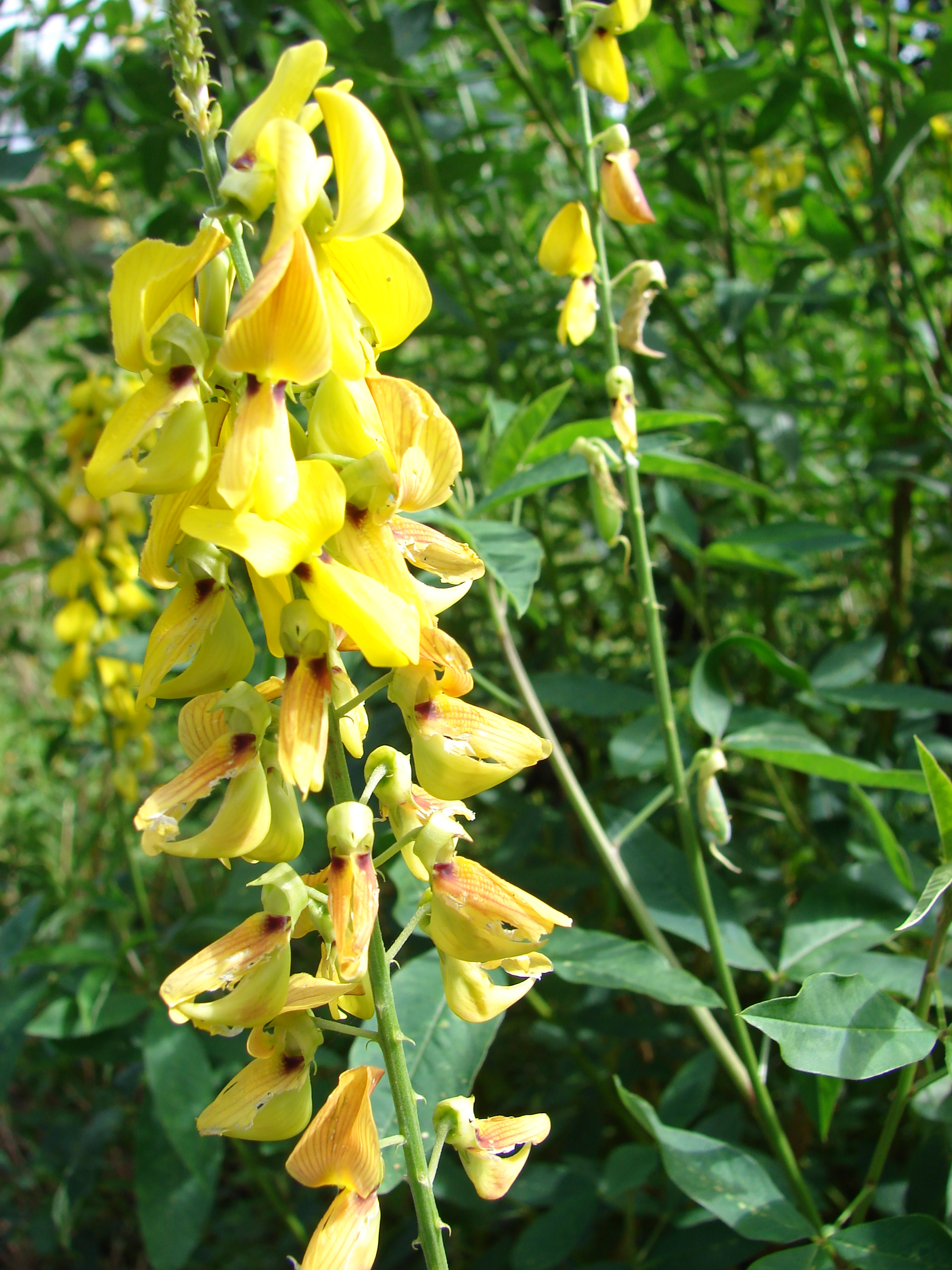
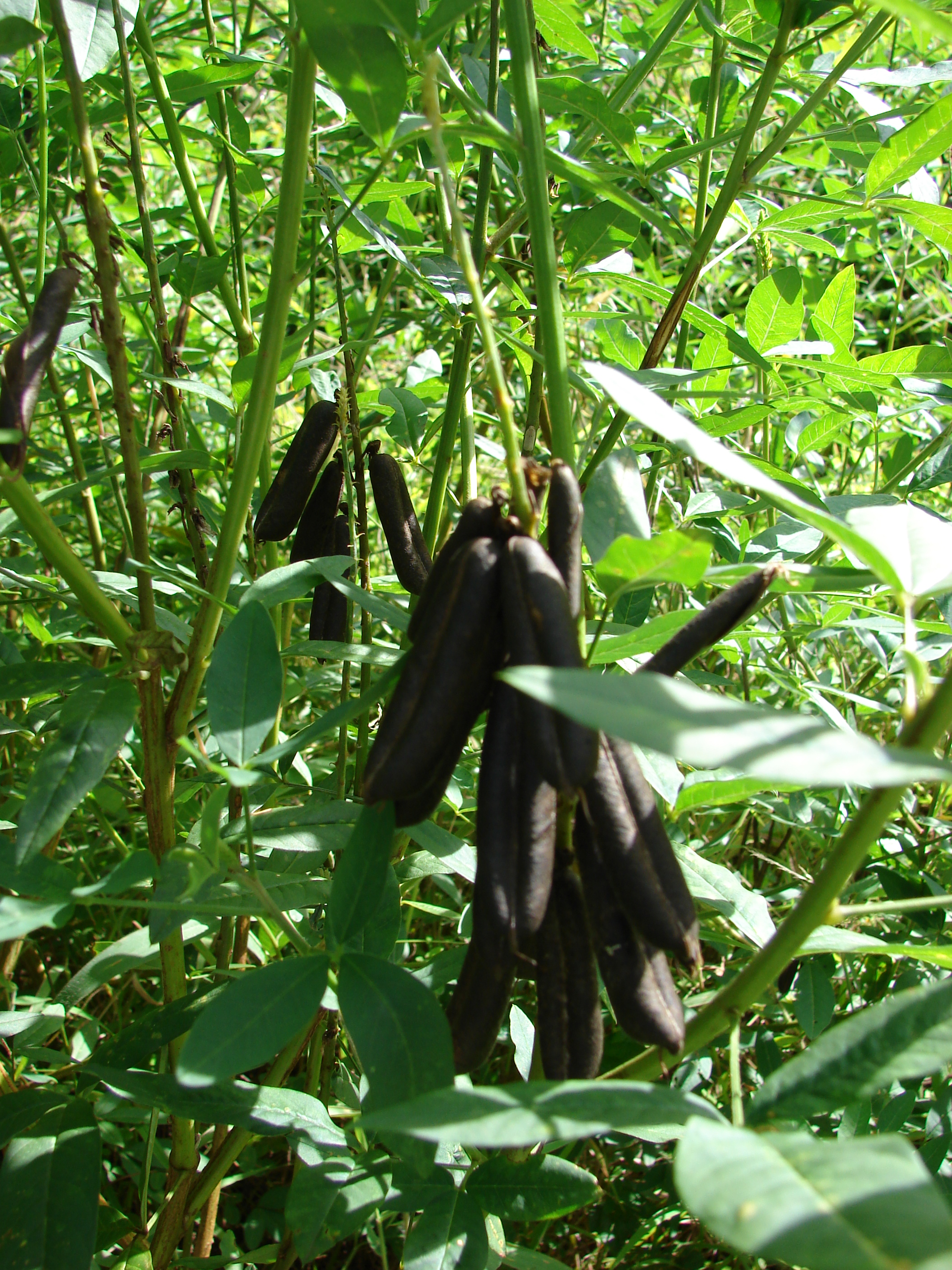
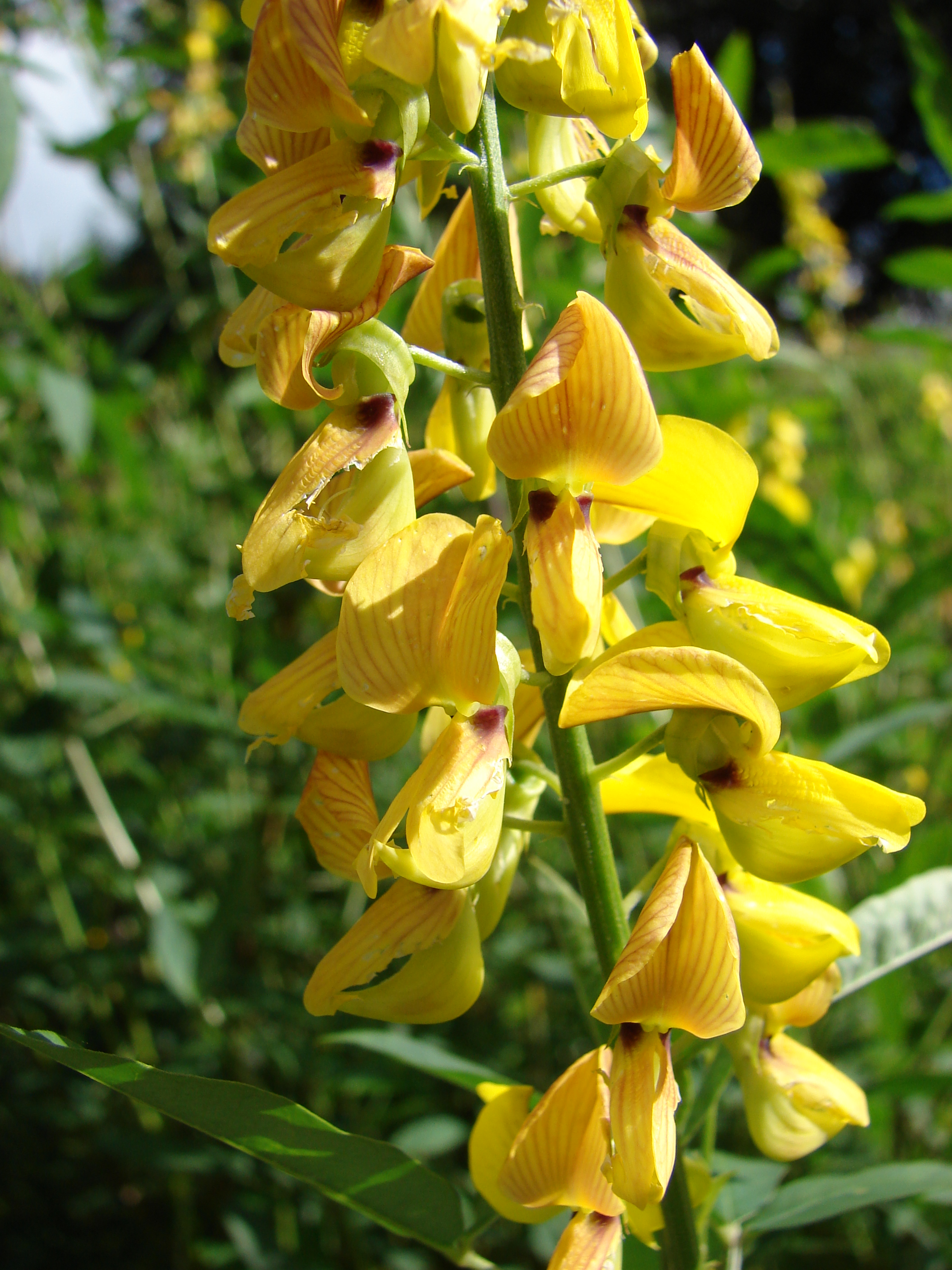